# Cordillera Neptune
La cordillera Neptune es una cadena montañosa de la Antártida de 112 km de longitud, situada sobre la cordillera Forrestal, en la parte central de las montañas Pensacola, y por tanto, en las montañas Transantárticas. La cordillera la conforman el escarpe Washington, con sus crestas, valles y picos asociados, la meseta Iroquois y las colinas Schmidt y Williams. Fue descubierta y fotografiada el 13 de enero de 1956 en un vuelo de un avión transcontinental de la Armada de los Estados Unidos que viajaba desde el estrecho de McMurdo hasta el mar de Weddell, en un viaje de ida y vuelta.
Nombrado por la US-ACAN en honor del avión Neptune 2V-2N de la Marina, avión con el que se realizó este vuelo. Las montañas Pensacola fueron cartografiadas por el Servicio Geológico de los Estados Unidos en 1967 y 1968 a partir de estudios terrestres y fotografías aéreas tricamerales tomadas en 1964.Coordenadas: 83°30′S 056°00′O / -83.500, -56.000

## Montañas principales
Los picos y montañas más destacados son:
- Pico Astro (83°29′S 57°0′O / -83.483, -57.000) es un pico de 835 m de altitud, ubicado a 1.6 km en el extremo oeste del risco Berquist. Llamado así por US-ACAN porque el USGS estableció una estación de control Astro en este pico durante la temporada 1965-1966.[2]
- Monte Dasinger (83°13′S 55°3′O / -83.217, -55.050) es una montaña de 1360 m de altitud ubicada a 11 km al noreste del Nunatak Neith  en el norte de la cordillera Neptune. Cartografiada por la USGS a partir de sondeos y fotos aéreas de la Armada de los Estados Unidos, entre 1956-1966. Nombrado por la US-ACAN en honor del teniente R. Dasinger, US Navy, miembro del equipo de invierno en la Estación Ellsworth, en 1958.[3]
- Monte Torbert (83°30′S 54°25′O / -83.500, -54.417) es un destacado pico piramidal  de 1675 m, a mitad de camino a lo largo del escarpe Torbert en la cordillera Neptune. Descubierto y fotografiado el 13 de enero de 1956 en el vuelo transcontinental sin escala, por personal de la Marina de los estados UNIDOS de la Operación Deep Freeze desde el McMurdo Sound al mar de Weddell y el retorno. Nombrado por US-ACAN por el teniente comandante John H. Torbert, el piloto de la aeronave de este vuelo.[4]

## Características geográficas principales
- Roca Gillies (83°7′S 54°45′O / -83.117, -54.750) es una roca aislada que se encuentra a 11 km al norte del monte Dasinger. Cartografiado por la USGS a partir de sondeos y fotos aéreas de la Armada de los Estados Unidos, entre 1956-1966. Nombrada por la US-ACAN en honor de Betty Gillies, operador de radioafición de San Diego, CA, que durante varias temporadas desde 1960-1970 arreglo los autopatch para los miembros del equipo de campo de la USGS en las montañas Thiel, las montañas Pensacola y en otras partes de la Antártida.[5]